# Дравья
Дравья (санскр. द्रव्य — «предмет», «вещь») — в дхармических религиях термин для обозначения субстрата, субстанции.
Это основная категория древнеиндийской философии школы-вайшешики, ей близка концепция субстанции (васту) в мимансе, где также выделяется система сходных категорий. В джайнской философии духовная субстанция именуется джива, а недуховная — аджива.

## Школа «вайшешика»
В системе категорий (падартх) древнеиндийской школы вайшешика дравья стоит на первом месте, остальные же так или иначе с ней связаны.
Дравья представляет собой субстрат качества (гуна) и действия (карма), не смешиваясь с ними. Дравья не понимается как конкретная сущность, но подразделяется на девять родов субстанций, духовных и материальных, простых и сложных:
- к сложным относятся четыре природных стихии бхуты — земля, вода, воздух, огонь,

каждая из которых, в свою очередь, разлагается на простые атомы (параману);
- среди простых субстанций есть «физические»: эфир (акаша), являющийся субстратом звука, пространство (дик), время (кала), и психические: манас и атман.

Манас, внутреннее чувство, или субстрат восприятия индивидуальной души, анализируя чувственные данные, способен передавать информацию атману, основному субъекту мышления. А само мышление здесь понимается как свойство (гуна) атмана, хотя данное свойство не обязательно для него, так как оно у него отсутствует в состоянии мокши.